# Tweede Slag bij Canton

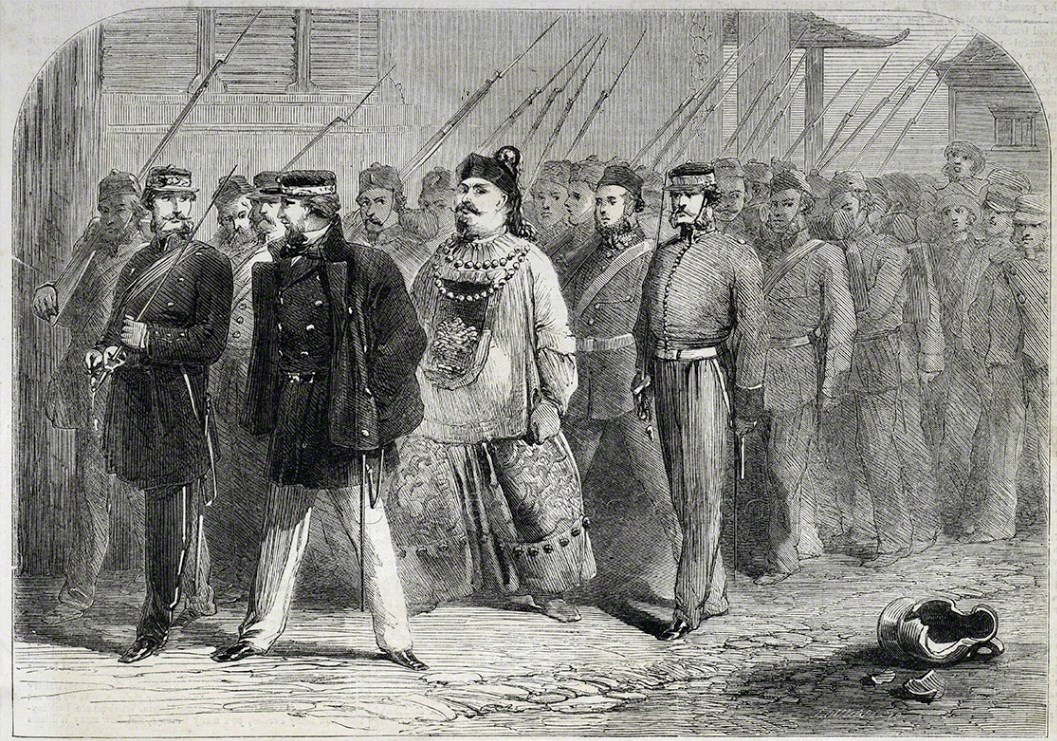
Arrestatie van Ye Mingchen.

De Tweede Slag bij Canton was een Frans-Britse aanval tegen het China van de Qing-dynastie die plaatsvond tussen 28 en 31 december 1857 nabij Canton (het hedendaagse Guangzhou in China) en kaderde binnen de Tweede Opiumoorlog.
De Fransen en de Britten wilden de stad Canton veroveren om aan de Chinezen hun macht te demonstreren en Ye Mingchen te arresteren, omdat die het Verdrag van Nanking uit 1842 niet neleefde. De inname van de stad begon op 28 december 1857 en voltrok zich onder leiding van de Britse earl James Bruce. Frans-Britse troepen wisten al snel de stadsmuren bereiken, maar wachtten met de intrede in de stad tot 5 januari 1858. Vervolgens konden ze ook Ye arresteren en zouden ze nadien een groot deel van de stad in de as hebben gelegd. Het gemak waarmee de Frans-Britse troepen de Chinezen hadden verslagen bij Canton was een van de redenen voor de Chinezen om in te stemmen met het Verdrag van Tianjin, wat een einde maakte aan de Tweede Opiumoorlog.